# Willem van Oostenrijk
Willem van Oostenrijk (Wenen, 21 april 1827 — Baden bei Wien, 29 juli 1894) was de jongste zoon van Karel van Oostenrijk-Teschen en van Henriëtte van Nassau-Weilburg (1797-1829). Hij nam deel aan de Italiaanse oorlogen en werd in 1862 gouverneur van Mainz. Hij was ook grootmeester van de Duitse Orde. In 1867 werd hij benoemd tot Feldzeugmeister. 
Willem stierf ongehuwd. Zijn zoon Karl Borromäus Rott (1860-1881) kwam uit een affaire met de actrice Maria Lutz.